# Ерік Мартель
Ерік Мартель (нім. Eric Martel; нар. 29 квітня 2002, Штраубінг, Німеччина) — німецький футболіст, півзахисник клубу «Кельн» та молодіжної збірної Німеччини.

## Ігрова кар'єра

### Клубна
Ерік Мартель є вихованцем клубів «Ян Регенсбург» та «РБ Лейпциг». В останньому він був внесений в заявку першої команди на матчі Бундесліги. В першій команді Мартель провів лише одну гру у Кубку Німеччини. Не маючи можливостей пробитися до основи, у січні 2021 року футболіст відправився в оренду до віденської «Аустрії». Наступний сезон Мартель також провів в чемпіонаті Австрії.
Після повернення з оренди, влітку 2022 року Мартель перейшов до клубу «Кельн», з яким уклав чотирирічну угоду.

### Збірна
У листопаді 2021 року Ерік Мартель дебютував у складі молодіжної збірної Німеччини.